# Phytomyza placita
Phytomyza placita är en tvåvingeart som beskrevs av Spencer 1977. Phytomyza placita ingår i släktet Phytomyza och familjen minerarflugor. Inga underarter finns listade i Catalogue of Life.